# Guinée aux Jeux paralympiques d'été de 2016
La Guinée a participé aux Jeux paralympiques d'été de 2016 à Rio de Janeiro, au Brésil, du 7 au 18 septembre 2016.

## Financement et soutien
Les problèmes de financement se sont avérés un défi majeur pour la participation de la Guinée aux Jeux paralympiques d'été de 2016. Le NPC compte sur des subventions pour s'assurer qu'ils peuvent acheter des billets d'avion pour financer des voyages vers des événements internationaux, et il y a eu des problèmes pour obtenir des subventions en raison du manque de fonds des organisateurs brésiliens. Cela s'explique en partie par le fait que seulement 220 000 des 2,5 millions de billets pour regarder les Jeux à Rio ont été vendus un mois avant les Jeux.

## Classifications d'invalidité
Chaque participant aux Jeux paralympiques a son handicap regroupé dans l'une des cinq catégories de handicap; amputation, la condition peut être congénitale ou due à une blessure ou une maladie; paralysie cérébrale ; athlètes en fauteuil roulant, il y a souvent chevauchement entre cette catégorie et d'autres; déficience visuelle, y compris la cécité; Les autres, tout handicap physique n'entrant pas strictement dans l'une des autres catégories, par exemple le nanisme ou la sclérose en plaques,. Chaque sport paralympique a alors ses propres classifications, en fonction des exigences physiques spécifiques de la compétition. Les épreuves reçoivent un code, composé de chiffres et de lettres, décrivant le type d'épreuve et la classification des athlètes en compétition. Certains sports, comme l' athlétisme, divisent les athlètes à la fois selon la catégorie et la gravité de leur handicap, d'autres sports, par exemple la natation, regroupent des compétiteurs de différentes catégories, la seule distinction étant basée sur la gravité du handicap.

## Athlétisme
Piste Hommes
| Athlète        | Événements        | Chaleur | Chaleur | Final          | Final          |
| Athlète        | Événements        | Temps   | Rang    | Temps          | Rang           |
| -------------- | ----------------- | ------- | ------- | -------------- | -------------- |
| Mohamed Camara | 400 mètres T45-47 | 57,55   | 6       | n'a pas avancé | n'a pas avancé |

## Voir également
- Guinée aux Jeux olympiques d'été de 2016